# Concentrazione Democratica Repubblicana
La Concentrazione Democratica Repubblicana fu un partito politico italiano fondato in vista delle elezioni politiche del 2 giugno 1946. La formazione si costituì a seguito della confluenza di due distinti soggetti politici:
- il Movimento della Democrazia Repubblicana, nato su iniziativa di Ferruccio Parri e di Ugo La Malfa, che avevano lasciato il Partito d'Azione nel corso del I congresso nazionale tenutosi nel febbraio del 1946. Al movimento aderirono anche Oronzo Reale, Bruno Visentini e, inizialmente, Altiero Spinelli;
- il Movimento Liberale Progressista, fondato in seguito alla scissione, interna al Partito Liberale Italiano, della parte della sinistra liberale contraria a dar vita all'Unione Democratica Nazionale.

I risultati elettorali non furono soddisfacenti: la CDR ottenne lo 0,42% dei voti e due seggi, con l'elezione di Parri e di La Malfa. I due esponenti decisero di aderire al Gruppo Repubblicano in seno all'Assemblea Costituente; infine, nel settembre 1946, la formazione confluì nel Partito Repubblicano Italiano.

## Fonti
- Uniroma, Alla ricerca del partito della democrazia. Storia della Concentrazione democratica repubblicana, su dprs.uniroma1.it. URL consultato il 9 agosto 2015 (archiviato dall'url originale il 14 febbraio 2015).